# Bollene
Die Bollene (norwegisch für Brötchen) sind eine Felsformation im ostantarktischen Königin-Maud-Land. Sie ragen unmittelbar westlich der Bleikskoltane im Gebirge Sør Rondane auf.
Norwegische Kartografen, die auch die Benennung vornahmen, kartierten sie 1957 anhand von Luftaufnahmen der US-amerikanischen Operation Highjump (1946–1947).